# Hapoël Acre
Maillots
Le Hapoël Acre Football Club (en hébreu : עמותת כדורגל הפועל עכו), plus couramment abrégé en Hapoël Acre, est un club israélien de football fondé en 1946 et basé dans la ville d'Acre.

## Histoire
- 1946 : fondation du club

## Palmarès
| Compétitions nationales                                         |
| --------------------------------------------------------------- |
| - Coupe de la Ligue israélienne D2 (1) : - Vainqueur : 2005-06. |

## Personnalités du club

### Présidents du club
| - Dudi Rozenfeld - Zion Weitzman | - Haim Parboznik |

### Entraîneurs du club
| - Yaron Hochenboim (décembre 2005 - 2006) - Momi Zafran (2006 - février 2007) - Shaul De-Chukrel (février 2007 - 2007) - Eyal Lahman (2007 - janvier 2008) - Yaron Hochenboim (avril 2008 - 2010) - Eli Cohen (2010 - 2012) - Shimon Hadari (2012 - février 2013) - Yuval Naim (février 2013 - 2014) | - Alon Harazi (2014 - janvier 2015) - Shlomi Dora (janvier 2015 - 2015) - Yaron Hochenboim (2015 - 2016) - Shlomi Dora (2016 - 2017) - Eldad Shavit (octobre 2017 - janvier 2018) - Alon Ziv (janvier 2018 - mars 2019) - Haim Levy (mars 2019 - juin 2019) - Eli Cohen (juin 2019 - ) |